# Dipcadi
Dipcadi là một chi thực vật có hoa trong họ Asparagaceae.

## Hình ảnh

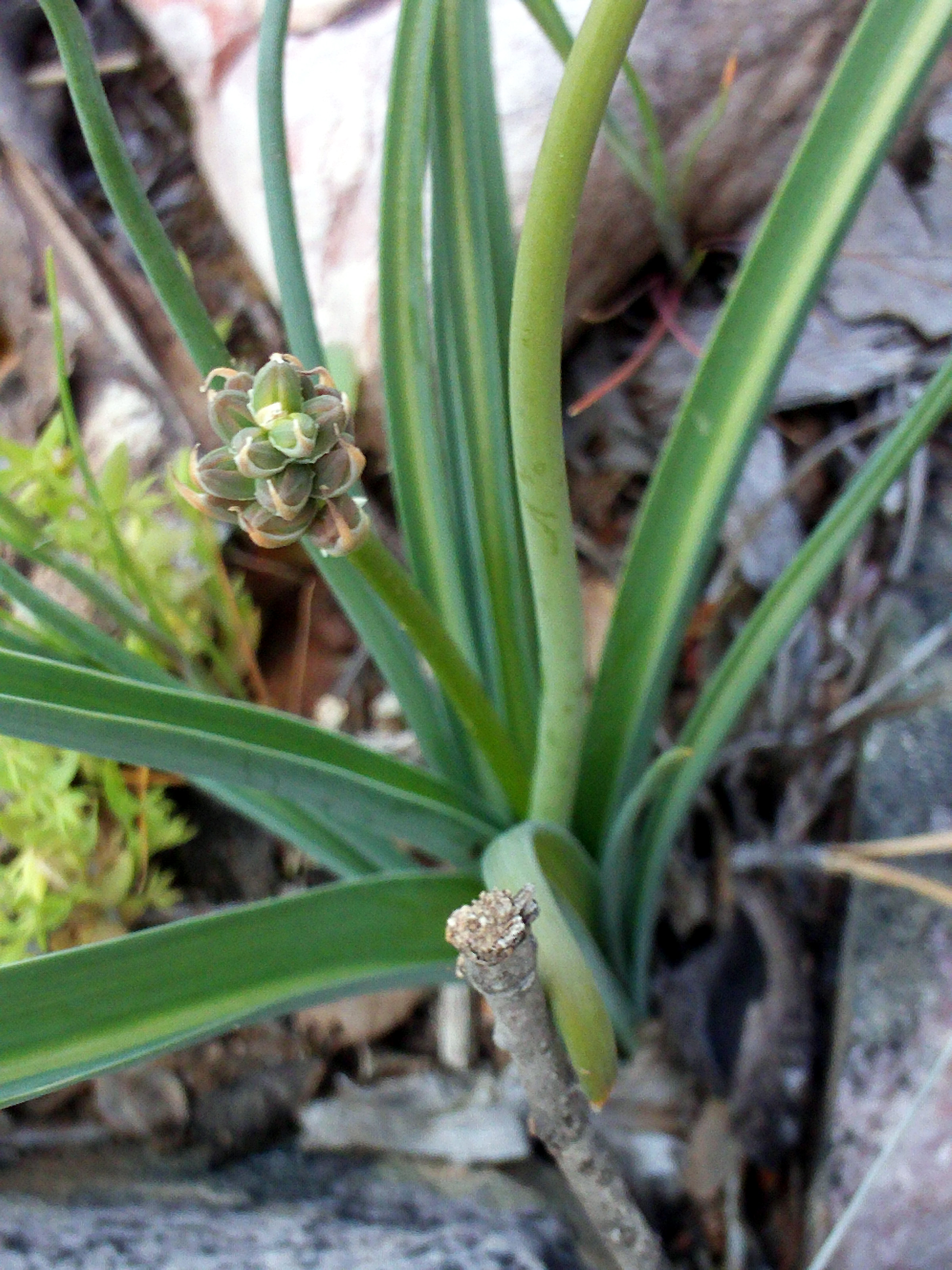
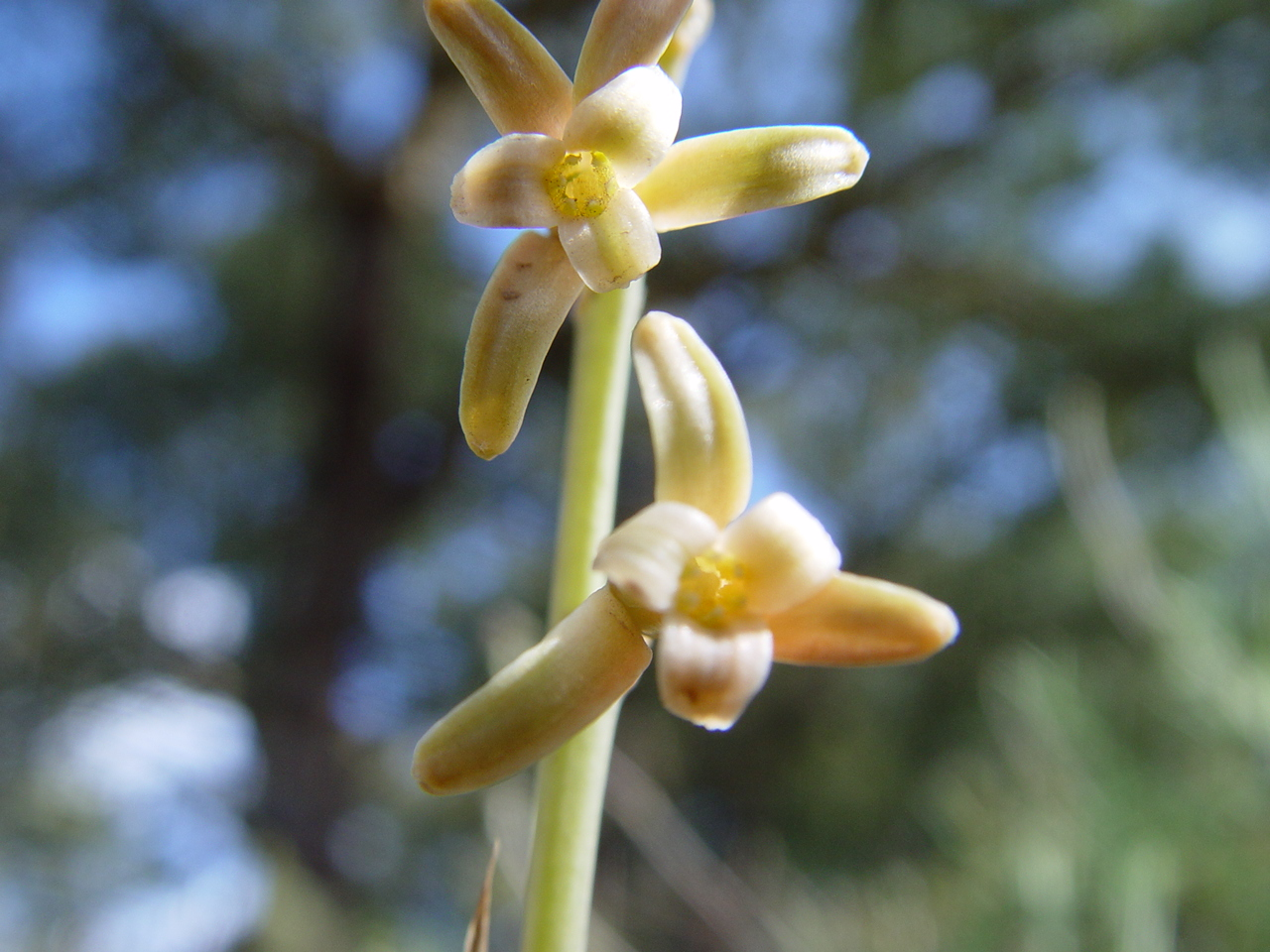
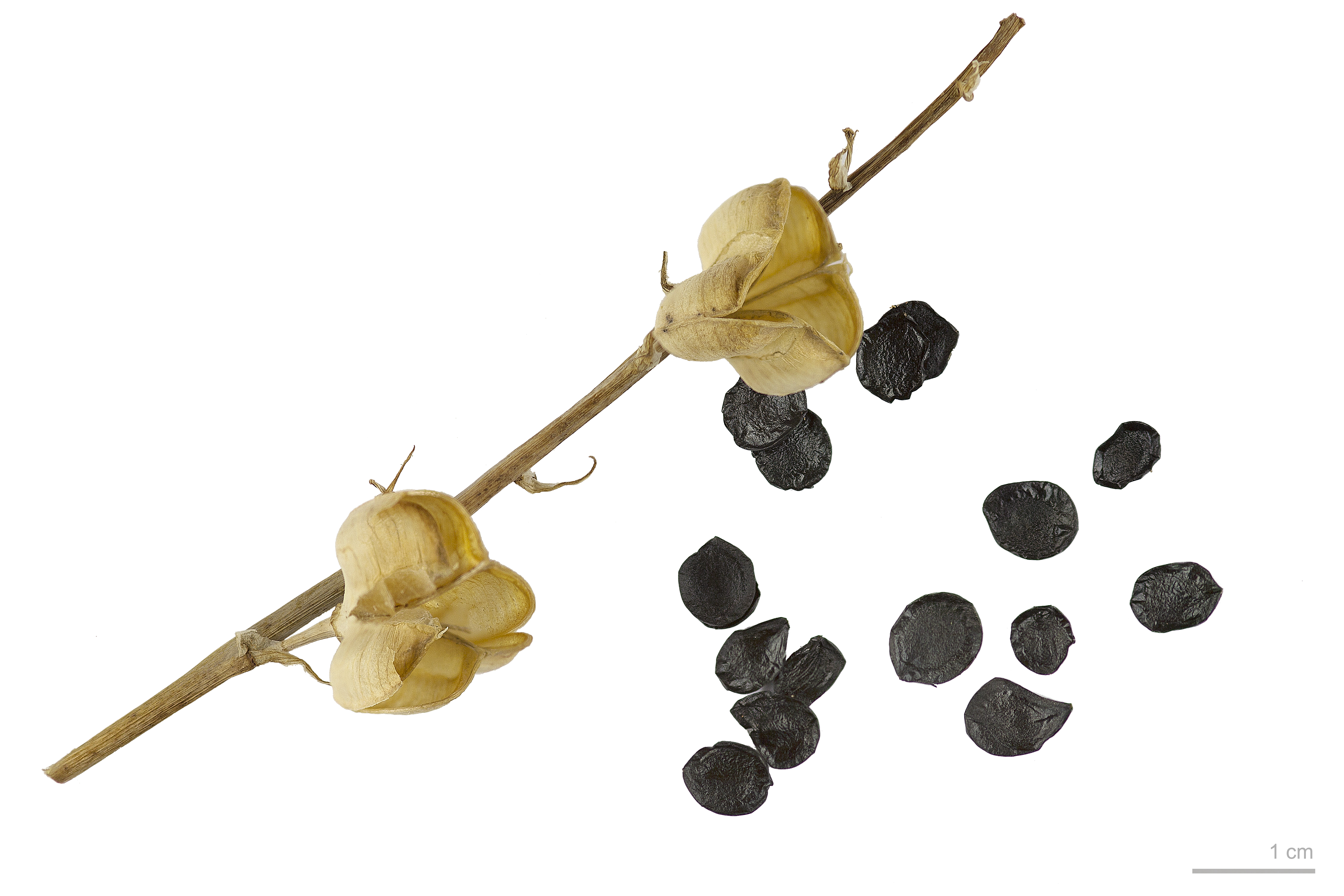
Dipcadi serotinum - Museum specimen